# Yves Raguin
Yves Raguin (* 1912; † 9. Dezember 1998 in Taipeh) war ein französischer Sinologe und Jesuit. Er war eine führende Autorität auf den Gebieten der chinesischen Religion und der Spiritualität des Ostens und Westens. 
Mit anderen Jesuiten zusammen gründete er 1966 das Ricci-Institut in Taiwans Hauptstadt Taipeh und war bis November 1996 sein Direktor.
In seiner Zeit wurden die Arbeiten an dem umfangreichen chinesisch-französischen Wörterbuch Le Grand Ricci abgeschlossen.